# Nhà thờ Thánh Cynfarwy

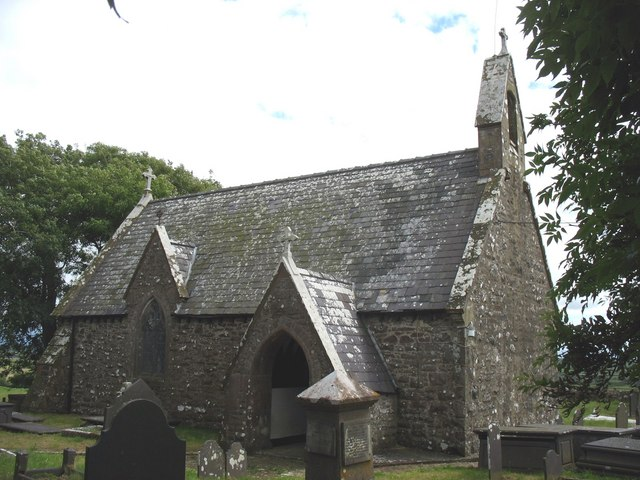
Toàn cảnh nhà thờ Thánh Cynfarwy

Nhà thờ Thánh Cynfarwy vùng Llechgynfarwy là một nhà thờ giáo xứ thời Trung cổ tọa lạc ở Anglesey, phía bắc xứ Wales. Đây là nhà thờ đầu tiên trong vùng được xây cất bởi Thánh Cynfarwy (một vị thánh Công giáo ở thế kỷ thứ 7) trong khoảng năm 630, nhưng đến nay đã không giữ được di tích nguyên gốc của nhà thờ này. Việc xây dựng nhà thờ có kiểu dáng dáng hiện nay được xây dựng theo mô hình nhà thờ thông dụng thế kỷ thứ 12 và qua đó cho thấy sự tái hiện của một nhà thờ cổ tại thời điểm lịch sử đó.
Mặc dù nhà thờ đã được mở rộng và xây dựng lại vào năm 1867 và đã làm mất đi các hình thái nhà thờ cổ trong những niên đại trước đó. Hiện nay, nhà thờ này được xếp hạng thứ II cấp Quốc gia cho những tòa nhà cần được quan tâm bảo tồn và hiện nay những người liên quan đa tìm cách để duy trì, tu bổ và bảo quản chúng vì nó là "một nhà thờ nông thôn đơn giản có nguồn gốc Trung Cổ". Ngày nay, nhà thờ vẫn được sử dụng để làm nơi thờ phượng của Giáo hội tại xứ Wales.